# Доминиканска чайка
Доминиканска чайка (Larus dominicanus) е вид птица от семейство Laridae.

## Разпространение и местообитание
Разпространен е в Австралия, Ангола, Антарктида, Аржентина, Барбадос, Бразилия, Габон, Еквадор, Мадагаскар, Мексико, Мозамбик, Намибия, Нова Зеландия, остров Буве, Перу, Сенегал, Уругвай, Фолкландски острови, Френски южни и антарктически територии, Хърд и Макдоналд, Чили, Южна Африка и Южна Джорджия и Южни Сандвичеви острови.